# Сосна однохвойная
Сосна однохвойная (лат. Pinus monophylla) — небольшое дерево рода Сосна семейства Сосновые.
Растёт сравнительно медленно, как правило, достигает высоты от 6 до 12 метров и диаметра на высоте груди от 30 до 50 сантиметров. Крона обычно округлая, плотная. Кора красно-коричневая. Иглы растут по 1 (редко 2), 2-6 см длиной, серо-зелёные. Иглы остаются обычно пять лет на дереве. Тычиночные шишки эллипсоидные, 10 мм длиной, жёлтые. Шишки семенные 8 см длиной, жёлто-бурого цвета после созревания. Открытые шишки 4,5-7,5 см в ширину. Семена коричневые, длиной 10-22 мм.
Дерево диаметром 135 см, высотой 15,2 м с кроной шириной 15,8 м, расположенное в Уошо Каунти, штат Невада. В штате Невада растет дерево, возраст которого определён в 888 лет (2006). В неблагоприятных почвах деревья с возрастом 300 лет не редкость.
Ареал охватывает Мексику (Нижняя Калифорния), США (штаты Аризона, Калифорния, Невада, Юта). Растёт преимущественно на высотах 1000—2800 метров над уровнем моря. В калифорнийских Белых горах Pinus monophylla встречается даже на высоте 3050 м. Дерево полузасушливого климата и переносит засуху лучше, чем другие виды сосен. Оно растёт в местностях, где выпадает 200—460 мм осадков, преимущественно зимой в виде снега.
Серьёзных угроз нет. Этот вид встречается на нескольких охранных территориях.
Древесина этой сосны используется в качестве дров. Для индейцев даже сегодня семена являются важным источником пищи и корма для животных.